# Jeffrey Thue
Jeffrey James Milton „Jeff“ Thue (* 25. Januar 1969 in Regina, Saskatchewan) ist ein ehemaliger kanadischer Ringer. Er war Silbermedaillengewinner bei den Olympischen Spielen 1992 im freien Stil im Superschwergewicht.

## Werdegang
Jeff Thue begann, wie in Nordamerika üblich, auf einer High School mit dem Ringen, wobei er bald zu den besten kanadischen Nachwuchsringern in beiden Stilarten gehörte. Nach seiner High-School-Zeit besuchte er die Simon Fraser University (SFU) und wurde Mitglied des Burnaby Montain Wrestling Club in Vancouver.
Als Junior nahm er 1987 an den Junioren-Weltmeisterschaften (Espoirs) in Vancouver-Burnaby teil und belegte im griechisch-römischen Stil im Schwergewicht hinter Tengiz Tedoradse, Sowjetunion, Ferenc Takacs, Ungarn und Raymond Edfelder, BRD, den 4. Platz.
Während seiner Zeit an der SFU wurde er in den Jahren 1991, 1992 und 1993 NAIA-Champion (= kanadischer Studentenmeister). In jenen Jahren gehörte er auch der kanadischen Nationalmannschaft der Freistilringer an und wurde von Jim Miller und Anatoli Beloglasow trainiert. Dieses Training machte sich bezahlt, denn es folgten drei sehr erfolgreiche Jahre auf der internationalen Ringermatte. 1991 wurde er in Warna bei der Weltmeisterschaft im freien Stil Bronzemedaillengewinner im Superschwergewicht (damals bis 130 kg Körpergewicht) hinter Andreas Schröder, Deutschland und Gennadi Schilzow, UdSSR. Er startete auch im griechisch-römischen Stil und belegte dort einen guten 6. Platz.
Bei den Olympischen Spielen 1992 in Barcelona startete er nur im freien Stil und siegte dort über Tomasz Kupis, Polen, Park Sung-ha, Südkorea, Mahmut Demir, Türkei und Ali Reza Soleimani aus dem Iran. Damit stand er im Finale dem US-Amerikaner Bruce Baumgartner gegenüber, gegen den er allerdings klar nach Punkten verlor. Mit dem Gewinn der olympischen Silbermedaille hatte er aber einen großen Erfolg erzielt.
Im Jahre 1993 wurde Jeff Thue Sieger bei den Commonwealth-Meisterschaften in Victoria/Kanada im freien Stil im Superschwergewicht. Er ließ hier Abdul Majid aus Pakistan und Jagadish Singh aus Indien hinter sich.
Danach beendete Jeff Thue, obwohl er erst 24 Jahre alt war, seine Ringerlaufbahn. Über sein weiteres Leben ist nichts bekannt.

## Internationale Erfolge
| Jahr | Platz  | Wettbewerb                                      | Stil | Gew.-Kl.    | |
| 1987 | 4.     | Junioren-WM (Espoirs) in Vancouver              | GR   | Schwer      | hinter Tengiz Tedoradse, Sowjetunion, Ferenc Takacs, Ungarn u. Raymond Edfelder, BRD                                                        |
| 1991 | 3.     | Welt-Cup in Toledo                              | F    | Superschwer | hinter Bruce Baumgartner, USA u. Zaza Turmanidse, UdSSR, vor Domingo Mesa Rosell, Kuba                                                      |
| 1991 | 6.     | WM in Warna                                     | GR   | Superschwer | hinter Alexander Karelin, UdSSR, Matt Ghaffari, USA, László Klauz, Ungarn u. Jerzy Choromanski, Polen                                       |
| 1991 | 3.     | WM in Warna                                     | F    | Superschwer | hinter Andreas Schröder, Deutschland u. Gennadi Schilzow, UdSSR, vor Ali Reza Soleimani, Iran u. Mahmut Demir, Türkei                       |
| 1992 | 2.     | Großer Preis der Tschechoslowakei in Bratislava | F    | Superschwer | hinter Andreas Schröder, vor Juraj Stech, Tschechoslowakei                                                                                  |
| 1992 | Silber | OS in Barcelona                                 | F    | Superschwer | mit Siegen über Tomasz Kupis, Polen, Park Sung-ha, Südkorea, Mahmut Demir u. Ali Reza Soleimani u. einer Niederlage gegen Bruce Baumgartner |
| 1993 | 1.     | Commonwealth-Meisterschaften in Victoria/Kanada | F    | Superschwer | vor Abdul Majid, Pakistan u. Jagadish Singh, Indien                                                                                         |

Anm.: OS = Olympische Spiele, WM = Weltmeisterschaft, F = freier Stil, GR = griechisch-römischer Stil, Schwer, damals bis 100 kg, Superschwer, damals bis 130 kg Körpergewicht